# Jugoslavenska radikalna zajednica
Jugoslavenska radikalna zajednica (JRZ; srp. Југословенска радикална заједница, slo. Jugoslovanska radikalna skupnost) je bila politička stranka krajnje desnice u Kraljevini Jugoslaviji.
Formirao ju je 1935. godine jugoslavenski premijer Milan Stojadinović. Po statutu sjedište je bilo u Beogradu. Ideološke oznake bile su joj radikalizam, autoritarizam i jugoslavenski nacionalizam. Sebe je deklarirala strankom političke sredine. Agenda stranke bila zasnovana na fašizmu, dominirajućem političkom pokretu u Jugoslaviji do 1939., kad je Stojadinović smijenjen s mjesta premijera. Stranačke boje bile su zelena i crna. Crna je bila službena, a zelena je bila boje odora. Stranovi članke nosili su zelene odore sa zelenim majicama. Čelnika Stojadinovića oslovljavali su kao "Vođu". Stojadinović je talijanskom ministru vanjskih poslova Galeazzu Cianu rekao da premda je stranka početno ustanovljena kao umjereno autoritarni pokret, cilj mu je bio oblikovati stranku prema talijanskoj Nacionalnoj fašističkoj stranci.
Osnivački državni kongres JRZ bio je 1. i 2. lipnja 1936. u Beogradu i bio je dobro organiziran. Za predsjednika glavnog odbora JRZ izabran je Milan Stojadinović, za prvog potpredsjednika Anton Korošec, za drugog potpredsjednika Mehmed Spaho. Tim su u stvari samo potvrdili dužnosti koji su ih imali u začasnem vodstvu JRZ.
22. ožujka 1936. JRZ je u Beogradu osnovala novi režimski sindikat Jugoslavenski radnički savez (JUGORAS). To je bilo za Kraljevinu Jugoslaviju izvan Dravske banovine, gdje je ulogu režimskog sindikata imala Zveza združenih delavcev (ZZD). Osnivanjem JRZ došla je potreba da se politički podmladak nove stranke u državi organizira u jedinstvenoj mladeškoj organizaciji. 24. listopada 1937. u Beogradu je bio osnivački kongres mladeži JRZ. Za predsjednika glavnog odbora MJRZ izabrali su dr Bojana Pirca iz Ljubljane.
De facto je JRZ bila iz tri dijela. U Srbiji su ju činili većina članova Narodne radikalne stranke i manji dio članstva Jugoslavenske nacionalne stranke. U Sloveniji članstvo su joj činili osoblje Slovenske narodne stranke, koja je bila sačuvala svoju unutarnju strukturu. Jugoslavenska muslimanska organizacija predstavljala je muslimane i tvorila je treći element JRZ. JRZ je na političkoj pozornici potisnula Jugoslavensku nacionalnu stranku koja je oslabila nakon Marseilleskog atentata na kralja Aleksandra.
Premda je nastupala kao jedinstvena politička tvorevina, sastavni dijelovi JRZ u stvari nisu gubili svoju individualnost. Ni u jednom razdoblju međuratne povijesti zaokruživanje ili opkoljavanje Hrvata nije bilo tako jasno izraženo kao za vrijeme vlade Milana Stojadinovića.Milan Stojadinović je obnašao dužnost premijera od lipnja 1935. do 1938. godine, a Dragiša Cvetković od 1939. do 1941. godine.
Politički srodni bili su Jugoslavenski narodni pokret Zbor i ORJUNA.
JRZ se raspala 1941. godine nakon Travanjskog rata.